# Centris deiopeia
Centris deiopeia är en biart som beskrevs av Giovanni Gribodo 1891.
Centris deiopeia ingår i släktet Centris och familjen långtungebin. Inga underarter finns listade.